# PalaLido
Der PalaLido (voller Name: Palazzetto Lido Sport, durch Sponsoringvertrag offiziell Allianz Cloud) ist eine Mehrzweckhalle in der lombardischen Großstadt Mailand in Norditalien. Die Halle ist gegenwärtig die Heimspielstätte der Volleyballmannschaft Powervolley Mailand sowie der Basketballmannschaft Urania Basket Mailand. Es können weitere Sportarten wie Handball, Tennis, Turnen, Gymnastik, Boxen, Behindertensport, Padel oder Ringen stattfinden. Neben den Sportveranstaltungen finden hier auch Konzerte, Tagungen, Messen und weitere Großveranstaltungen statt.

## Geschichte
Der Palazzetto Lido Sport wurde 1961 eröffnet. Bis zum Umzug in das 1990 eröffnete Mediolanum Forum trug der Basketballclub Olimpia Milano seine Heimspiele im PalaLido aus. 2010 wurde der PalaLido geschlossen. Der Entwurf des Umbaus stammt vom Architekturbüro Teco+Partners aus Bologna. 2011 begannen die Renovierungsarbeiten am damals 50-jährigen Gebäude und sollten 2013 abgeschlossen sein. Die Arbeiten verzögerten sich durch mehrere Unterbrechungen über Jahre. Im Februar 2018 wurde der Versicherungskonzern Allianz Namensgeber der Halle. Der Bau erhielt den Namen Allianz Cloud. Der Vertrag hat eine Laufzeit von fünf Jahren. Jährlich zahlt die Allianz dafür 368.000 Euro. Dies macht insgesamt 1,84 Mio. Euro über die Vertragslaufzeit. Zu diesem Zeitpunkt ging man von einer Eröffnung im Mai des Jahres aus.
Am 21. Juni 2019 konnte die umgebaute Allianz Cloud, acht Jahre nach dem Beginn der Renovierung, wieder eröffnet werden. Die Halle ziert eine Fassade bis in das Dach aus geschwungenem Wellblech. Das frühere Tonnendach wurde durch eine flachere Variante mit einer Stahlgitterkonstruktion und einer integrierten Photovoltaikanlage ersetzt. Der Innenraum wurde mit Kunststoffsitzen in unterschiedlichen Blautönen ausgestattet. Unter dem Dach wurde ein achteckiger Videowürfel (jede der vier Seiten 6 × 3,5 Meter und vier vertikale Anzeigen in den Ecken mit 1,5 Meter Höhe) montiert. Die Fassade lässt sich mit einer LED-Lichtanlage in verschiedenen Farben beleuchten. Die Allianz Cloud bietet gegenwärtig 5347 Plätze. Als erste große Veranstaltung wurden die Spiele der Vorrundengruppe 14 der Volleyball Nations League der Männer 2019 mit dem Gastgeber Italien, Polen, Serbien und Argentinien ausgetragen.
Am 16. November 2019 fand das Spiel um den italienischen Volleyball-Supercup der Frauen im PalaLido statt. die Meisterinnen von Imoco Volley Conegliano bezwangen vor etwa 5000 Zuschauern die Pokalsiegerinnen von AGIL Volley Novara mit 3:0 (25:20, 25:17, 25:21). Heute nutzt Olimpia Milano die Halle für einzelne Begegnungen in der Liga- sowie der EuroLeague.
Die Sportarena ist als zweiter Austragungsort, neben dem PalaItalia Santa Giulia, für die Spiele im Eishockey der Olympischen Winterspiele 2026 vorgesehen. Auch die Partien im Para-Eishockey der Winter-Paralympics 2026 sollen im PalaLido ausgetragen werden.